# Kościół Oczyszczenia Najświętszej Maryi Panny w Bukowiu
Kościół Oczyszczenia Najświętszej Maryi Panny – rzymskokatolicki kościół parafialny w miejscowości Bukowie w gminie Wilków. Świątynia należy do parafii Oczyszczenia Najświętszej Maryi Panny w Bukowiu, w dekanacie Oleśnica wschód w archidiecezji wrocławskiej. Dnia 26 maja 1964 roku pod numerem 908/64, kościół został wpisany do rejestru zabytków województwa opolskiego.

## Historia kaplicy
Kościół został wybudowany w XV wieku w stylu późnogotyckim.